# Disznófülgomba
A disznófülgomba (Gomphus clavatus) a Gomphaceae  családba tartozó, Eurázsiában és Észak-Amerikában honos, hegyvidéki erdőkben élő, ehető gombafaj.

## Megjelenése
A disznófülgomba termőteste akár 15 cm magas és 17 cm magas is lehet; alakja fiatalon bunkószerű, később szabálytalanul hullámos szélű, lebenyes tölcsér alakot vesz fel. Lefelé elvékonyodó; 2-4 cm magas és 1-3 cm vastag töve fehéren nemezes. Egy tőből 1-3 tölcsér is kinőhet, amelyek széle összeforrhat. Belső felszíne sima, ibolyás színű, később sárgásokkerre kifakuló. A külső termőréteg hosszanti irányban ráncolt, gyűrött, gyakran villaszerűen elágazó, ibolyás színű.
Húsa vastag, puha, sárgásfehér vagy lilásfehér színű, márványosan zónázott. Szaga nem jellegzetes, íze enyhe, idős korban kissé kesernyés.
Spórapora barnás. Spórája megnyúlt ellipszis vagy mandula alakú, rücskös felszínű, számos olajcseppel. Mérete 11–16 x 4,5–6,5 µm.

## Hasonló fajok
Jellegzetes alakja és színe könnyen felismerhető, esetleg az idős, kifakult példányai hasonlíthatnak a védett sötétedőhúsú rókagombára (Cantharellus melanoxeros) a lilásszürke, lefutó erezetű termőréteg miatt, de a disznófülgomba termőrétegének színe idősen is lilás marad, és a húsa nem feketedik.

## Elterjedése és élőhelye
Eurázsiában és Észak-Amerikában honos. Magyarországon ritka, veszélyeztetett faj, az Északi-középhegységből ismertek állományai. 
Hegyvidéki lombos és fenyőerdőkben található meg bükk, jegenyefenyő vagy lucfenyő alatt egyesével, kisebb csoportban, ritkán boszorkánykörben. A meszes talajt kedveli, de savanyú talajon is előfordulhat. Nyáron terem. 
Jóízű, ehető gomba. Magyarországon védett, természetvédelmi értéke 10 000 Ft. Az 1980-as évek óta visszaszorulóban van, több európai országból kipusztult.  

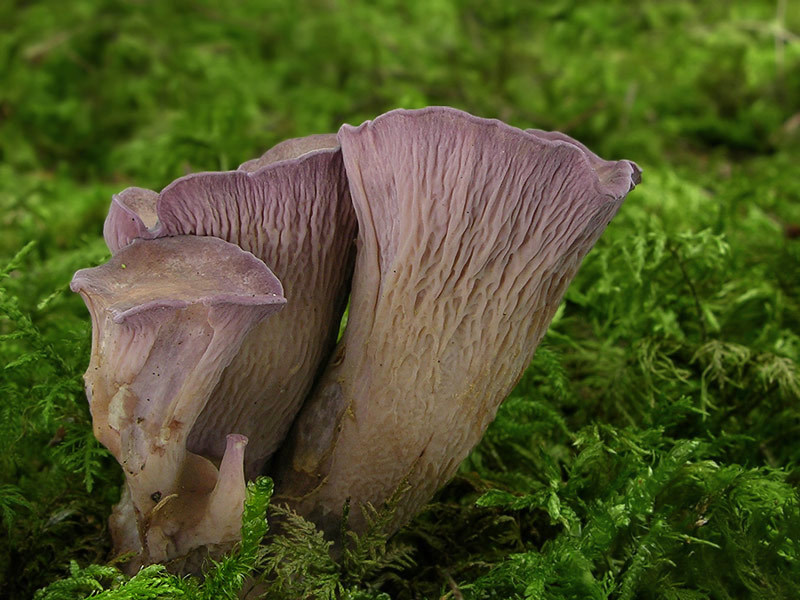
Disznófülgomba
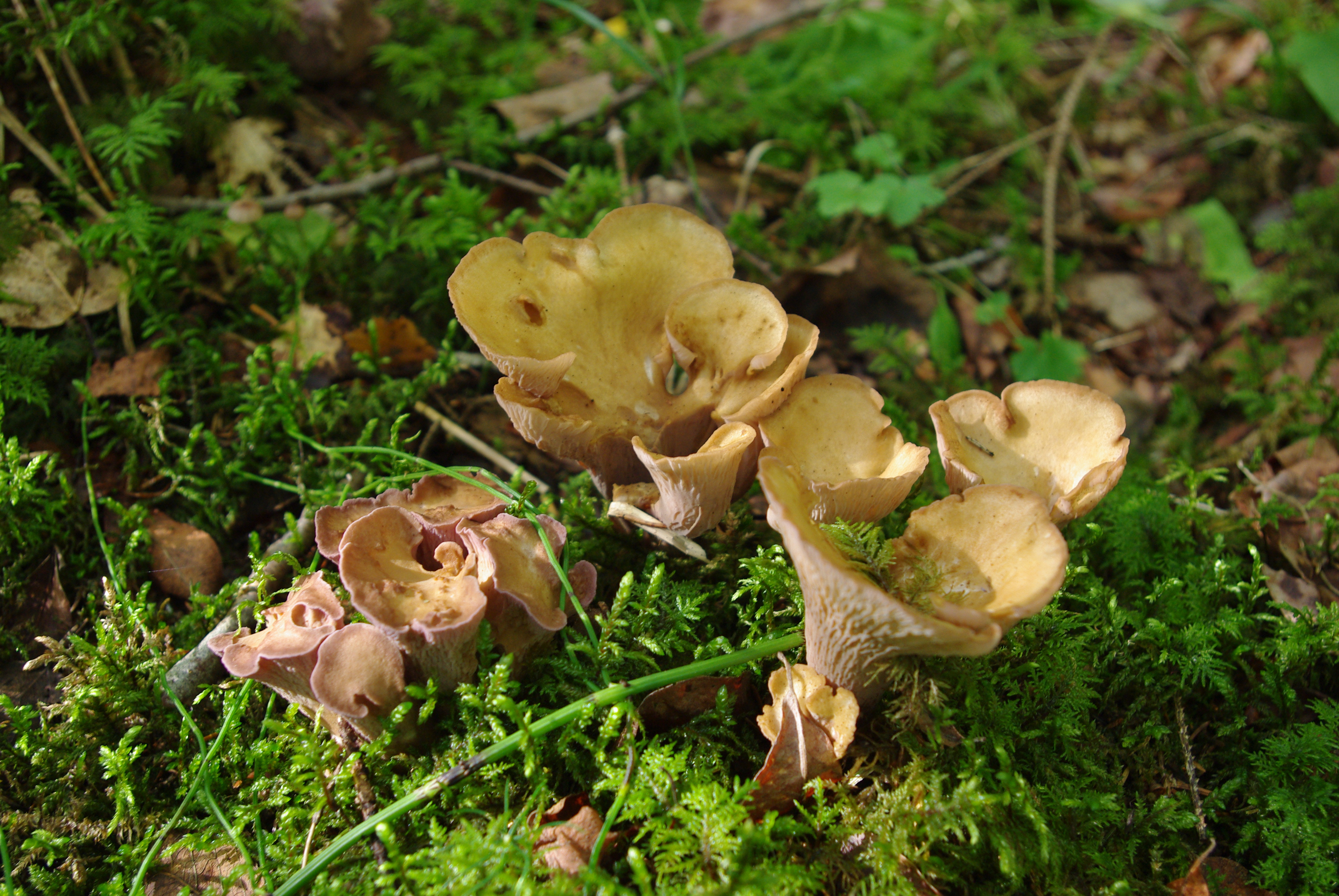
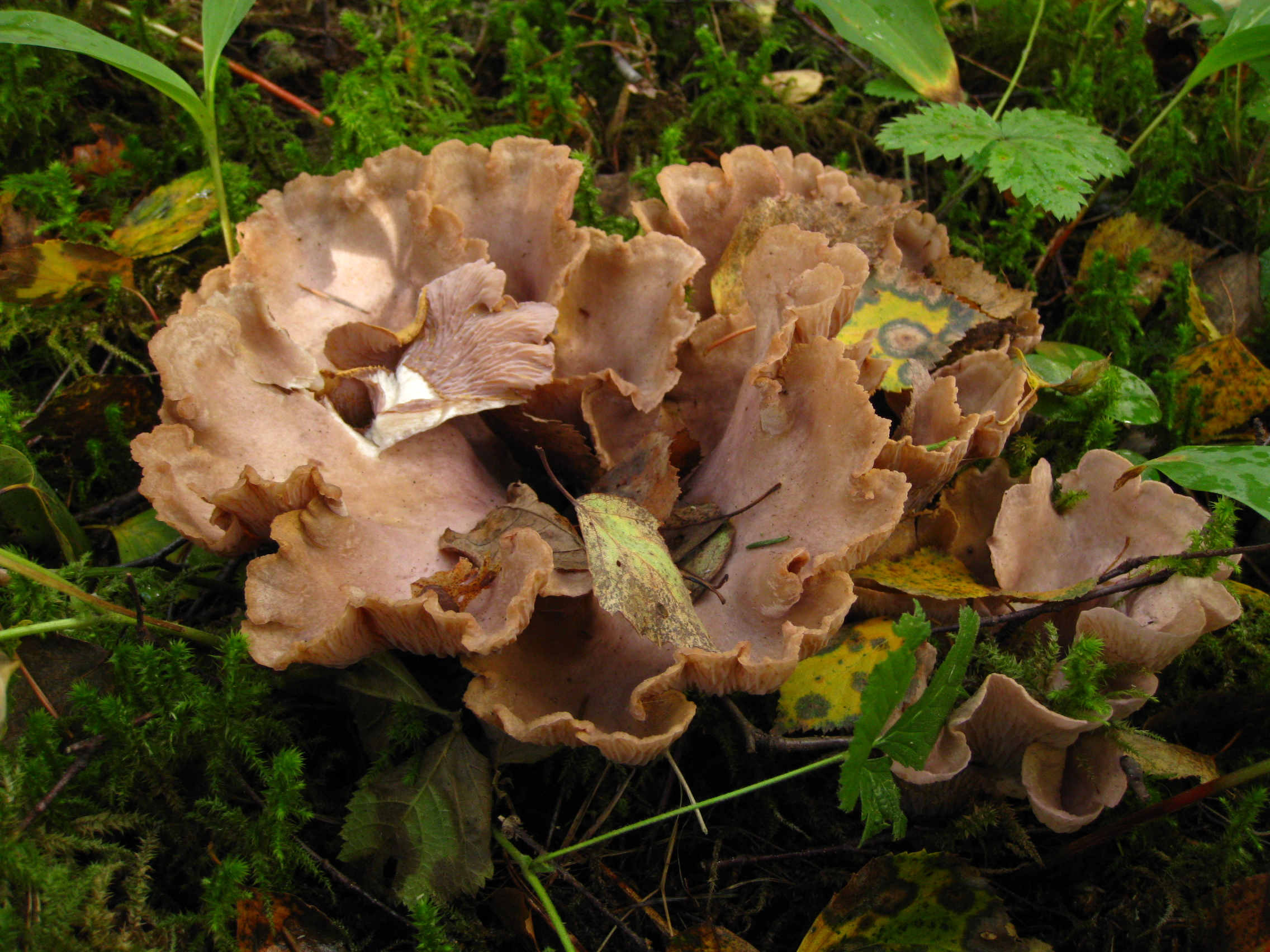
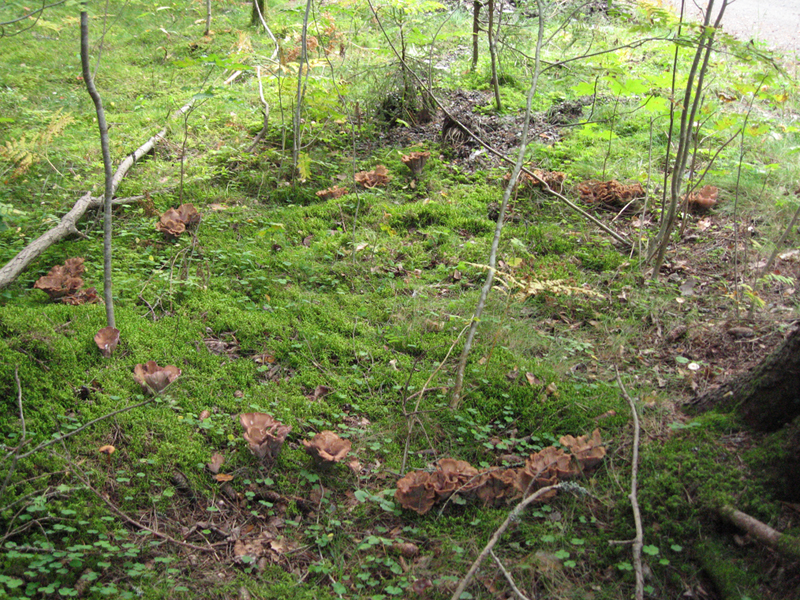
Disznófülgomba boszorkánykörben
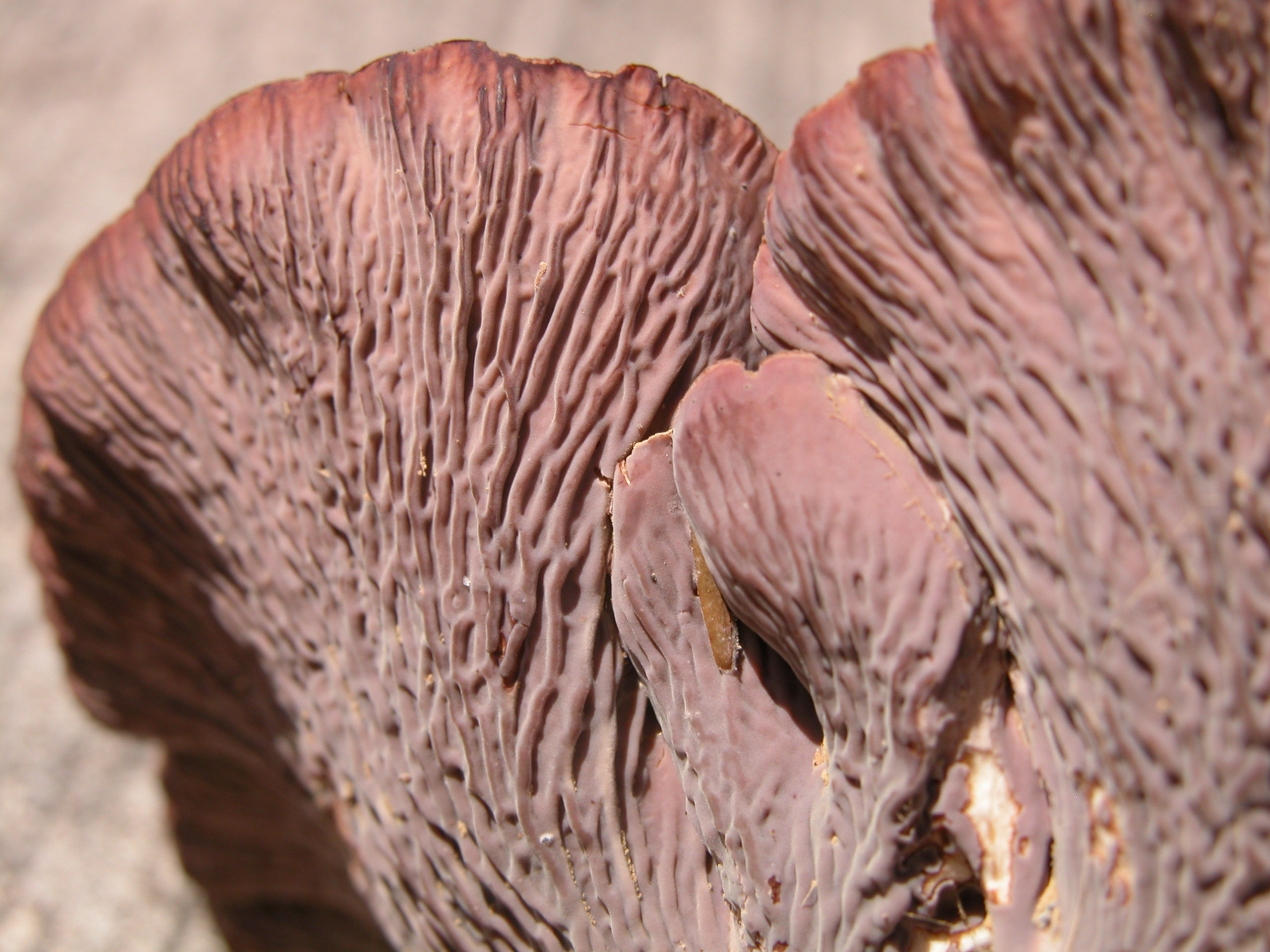
Termőrétege